# Messerschmitt Me 329
Die Messerschmitt Me 329 war ein deutsches Kampfflugzeugprojekt aus der Zeit des Zweiten Weltkriegs. Bis zum Ende des Krieges war jedoch nur eine Attrappe fertiggestellt. Geplant war die Verwendung als Bomber, Sturzkampfflugzeug und für die militärische Aufklärung.

## Entwicklung
Am Beginn der Entwicklung stand ein Entwurf aus dem Jahr 1941 von Alexander Lippisch mit der ursprünglichen Bezeichnung Lippisch P.010. Die Spannweite sollte zunächst 13,5 m, später 16 m betragen, die Länge 8,15 m bzw. 9,85 m.
Nachdem das Projekt der Messerschmitt Me 210 abgebrochen werden musste, wurde eine vollkommene Neukonstruktion in Angriff genommen, die eine „Kreuzung“ aus der Lippisch P. 10 und dem zuvor genannten Typ darstellte. Das Reichsluftfahrtministerium gab diesem neuen Flugzeug zunächst den Namen Messerschmitt Me 265. Der Entwurf sah einen schwanzlosen Jagdbomber mit geringer Länge vor. Die Bewaffnung sollte zunächst zwei MG 151/20 und zwei MG 17 starr im Rumpfbug sowie zwei MG 131 in beweglichen Gondeln an den Rumpfseitenwänden umfassen, später stieg man auf vier MG 151/20 im Bug und eines im Heck um, das vom Piloten ferngesteuert werden sollte.
Die endgültige Bezeichnung Me 329 wurde Anfang des Jahres 1944 vergeben. Für den freitragenden Pfeilflügel-Mitteldecker wurde nun eine dreiteilige Tragfläche festgelegt. Die restlichen Elemente entsprachen weitgehend denen des Messerschmitt-Me-265-Entwurfs. Im Frühjahr 1945 wurden schließlich mit einer Attrappe die ersten Gleit- und Schlepptests in Rechlin durchgeführt. Ein fertiges Flugzeug konnte nicht mehr gebaut werden. Eine Attrappe fiel den US-Amerikanern in die Hände. Die Me 329 war auch als Begleitjäger für den sogenannten Amerika-Bomber geplant, der über den Atlantik hinweg die US-amerikanischen Großstädte angreifen sollte.

## Technische Daten
| Kenngröße             | Daten                                                                                             |
| --------------------- | ------------------------------------------------------------------------------------------------- |
| Besatzung             | 2                                                                                                 |
| Länge                 | 7,72 m                                                                                            |
| Spannweite            | 17,5 m                                                                                            |
| Höhe                  | 4,74 m                                                                                            |
| Flügelfläche          | 55 m²                                                                                             |
| Flügelstreckung       | 5,6                                                                                               |
| Leermasse             | 6.950 kg                                                                                          |
| Startmasse            | max. 12.150 kg                                                                                    |
| Antrieb               | zwei DB 603B, je 1.287 kW (1.750 PS)                                                              |
| Höchstgeschwindigkeit | 685 km/h                                                                                          |
| Dienstgipfelhöhe      | 12.500 m                                                                                          |
| Reichweite            | 2.520 km                                                                                          |
| Bewaffnung            | 4 × MG 151/20 20 mm (Bug) 2 × MK 108 30 mm (Tragfläche) 1 × MG 151/20 (Heck) max. 2.500 kg Bomben |